# Upington City Football Club
Il Upington City Football Club, meglio noto come Upington City, è una società calcistica sudafricana con sede nella città di Upington. Milita nella National First Division, la seconda serie del campionato sudafricano.

## Storia
Fondato nel 2021, nella prima stagione in Second Division il club ha vinto il campionato della Provincia del Capo Settentrionale e si è qualificato per i play-off nazionali, senza riuscire ad ottenere la promozione in National First Division.
Nella stagione 2022-2023 il club ha terminato al 1º posto del giorne provinciale e l'11 giugno si è laureato campione della Second Division dopo aver vinto i play-off nazionali.
Nella stagione 2023-2024 la società ha debuttato in National First Division, terminando al 6º posto della classifica.

## Strutture

### Stadio
Il club si disputa le sue partite interne al Mxolisi Dicky Jacobs Stadium di Upington.

## Palmarès

### Competizioni nazionali
- Second Division: 1

2022-2023